# Katrineholm
Katrineholm è una città della Svezia, capoluogo del comune omonimo, nella contea del Södermanland. Nel 2005 aveva una popolazione di 21 386 abitanti.